# 波格列比謝

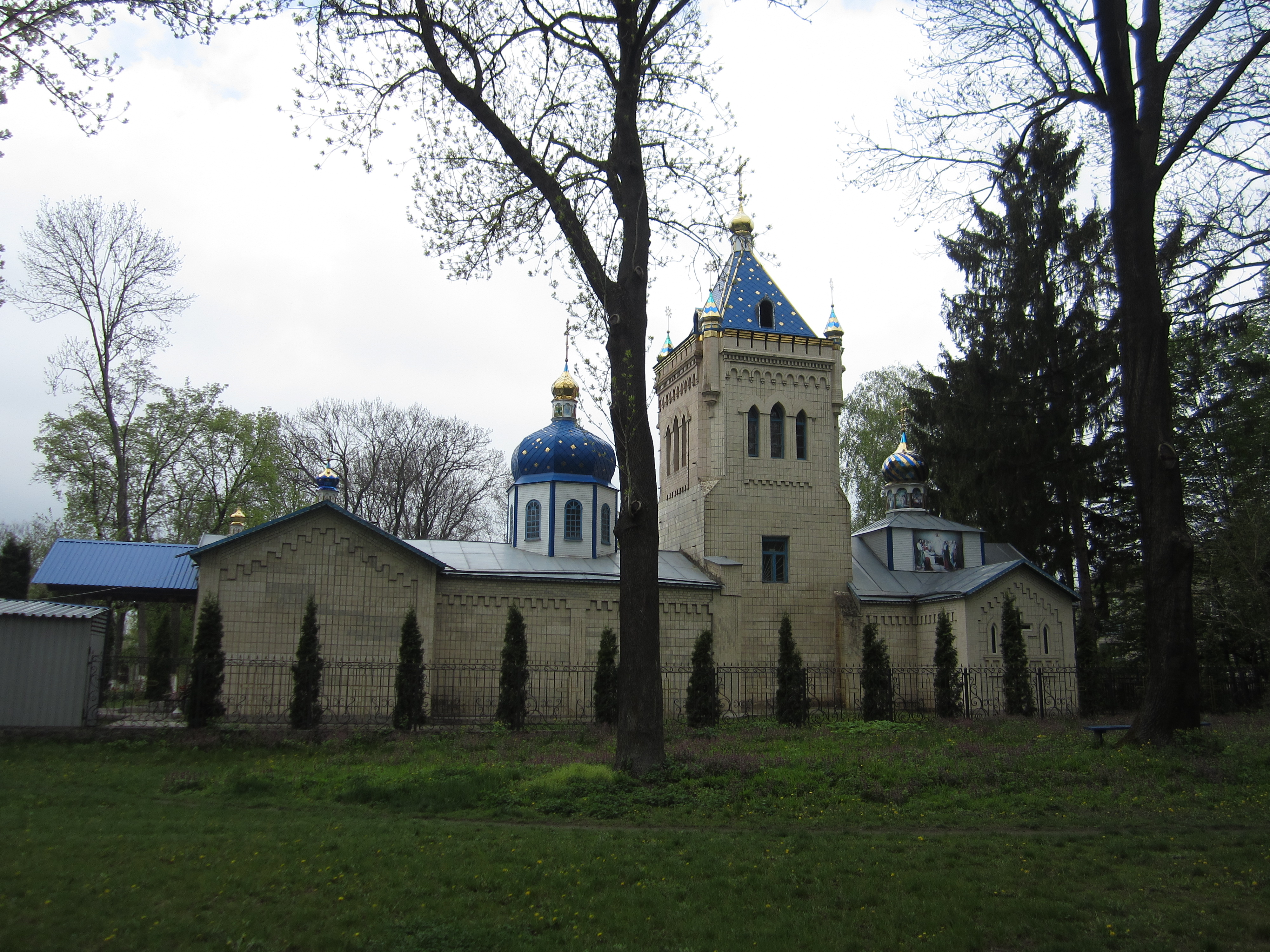
教堂

波格列比謝（羅馬化：Pohrebyshche）是烏克蘭文尼察州文尼察區波赫雷比谢市镇内的城市及行政中心。位於羅斯河畔，距離州府文尼察64公里，面積8.7平方公里，海拔高度226米，2011年人口10,013。